# Vitanjsko Skomarje
Vitanjsko Skomarje je naselje v Občini Vitanje.

## Zgodovina
Do leta 1994 je bilo sedanje Vitanjsko Skomarje del nekdanjega večjega naselja Skomarje. Novi občini Zreče in Vitanje sta bili ustanovljeni leta 1994, meja med občinama pa je potekala skozi dotedaj enotno naselje, tako da sta od razdelitve dalje imela oba dela uradno ime Skomarje - del. Naselje v občini Vitanje so preimenovali v Vitanjsko Skomarje leta 1998, naselje v občini Zreče pa je obdržalo ime Skomarje. Naslednje upravne ureditve območja naselja so bile opravljene v letih 1999 in 2004..